# Färöische Fußballmeisterschaft 1946
Die Färöische Fußballmeisterschaft 1946 war die vierte Austragung in der färöischen Meistaradeildin. Gespielt wurde im K.-o.-System, regional zum Teil auch im Ligamodus. Der Meister wurde in einem Endspiel, welches B36 Tórshavn zum ersten Mal für sich entschied, ermittelt. Titelverteidiger KÍ Klaksvík schied in der Vorrunde aus.

## Modus
Es wurden zunächst drei Regionalqualifikationen (Eystan, Vestan, und Suðuroy) ausgetragen. Die Modi in den einzelnen Regionen waren sehr unterschiedlich. Während in Eystan und Vestan drei Mannschaften im Ligamodus den Halbfinalteilnehmer ermittelten, gab es in Suðuroy nur ein Qualifikationsspiel zwischen den beiden dortigen Bewerbern. Die Sieger der drei regionalen Finalspiele spielten dann in einem Halbfinale und dem Finale den Meister aus.

## Teilnehmer
Insgesamt beteiligten sich acht Mannschaften aus drei Regionen.
| Region  | Deutsch | Vereine                                  |
| ------- | ------- | ---------------------------------------- |
| Eystan  | Osten   | KÍ Klaksvík, B36 Tórshavn, HB Tórshavn   |
| Vestan  | Westen  | MB Miðvágur, SÍF Sandavágur, SÍ Sørvágur |
| Suðuroy | Suðuroy | TB Tvøroyri, VB Vágur                    |

## Spiele

### Eystan

#### Tabelle
| Pl. | Verein       | Sp. | S | U | N | Tore    | Quote | Punkte |
| --- | ------------ | --- | - | - | - | ------- | ----- | ------ |
| 1.  | B36 Tórshavn | 4   | 3 | 0 | 1 | 012:400 | 3,00  | 06:20  |
| 2.  | KÍ Klaksvík  | 4   | 2 | 0 | 2 | 006:800 | 0,75  | 04:40  |
| 3.  | HB Tórshavn  | 4   | 1 | 0 | 3 | 003:900 | 0,33  | 02:60  |

#### Ergebnisse
|              | B36 | HB  | KÍ  |
| ------------ | --- | --- | --- |
| B36 Tórshavn |     | 3:1 | 6:1 |
| HB Tórshavn  | 0:3 |     | 2:1 |
| KÍ Klaksvík  | 2:0 | 2:0 |     |

### Vestan

#### Tabelle
| Pl. | Verein         | Sp. | S | U | N | Tore    | Quote | Punkte |
| --- | -------------- | --- | - | - | - | ------- | ----- | ------ |
| 1.  | SÍF Sandavágur | 3   | 3 | 0 | 0 | 012:000 | ∞     | 06:0   |
| 2.  | SÍ Sørvágur    | 2   | 1 | 0 | 1 | 000:300 | 0,00  | 02:20  |
| 3.  | MB Miðvágur    | 2   | 0 | 0 | 2 | 000:400 | 0,00  | 0:40   |

#### Ergebnisse
|                | MB     | SÍ     | SÍF    |
| -------------- | ------ | ------ | ------ |
| MB Miðvágur    |        | 0-:- 1 | 0:2    |
| SÍ Sørvágur    | 0-:- 1 |        | 0-:- 1 |
| SÍF Sandavágur | 2:0    | 3:0    |        |

### Suðuroy
|          | Gesamt   |             | Hinspiel | Rückspiel |
| Vorrunde | Vorrunde | Vorrunde    | Vorrunde | Vorrunde  |
| -------- | -------- | ----------- | -------- | --------- |
| VB Vágur | 3:2      | TB Tvøroyri | 1:2      | 2:0       |

VB Vágur qualifizierte sich für das Halbfinale.

### Halbfinale
|          | Ergebnis |                |
| -------- | -------- | -------------- |
| VB Vágur | 3:2      | SÍF Sandavágur |

VB Vágur qualifizierte sich für das Finale.

### Finale
| Paarung  | B36 Tórshavn – VB Vágur |
| Ergebnis | 3:1 (3:0)               |
| Stadion  | Gundadalur, Tórshavn    |
| Tore     | ?                       |

Meister 1946 wurde B36 Tórshavn.